# Richmond-Wolfe (district électoral du Canada-Uni)
Pour les articles homonymes, voir Richmond-Wolfe.
Circonscription électorale provinciale du Canada
Richmond-Wolfe (nommé Comté de Sherbrooke entre 1841 et 1854) est un district électoral de l'Assemblée législative de la province du Canada.

## Liste des députés
| Années              | Années      | Député                 | Affiliation       |
| ------------------- | ----------- | ---------------------- | ----------------- |
| Comté de Sherbrooke |             |                        |                   |
|                     | 1841 - 1844 | John Moore             | Tory unioniste    |
|                     | 1841 - 1844 | John Moore             | Canadien-français |
|                     | 1844 - 1848 | Samuel Brooks          | Tory              |
|                     | 1848 - 1849 | Samuel Brooks          | Tory              |
|                     | 1849 - 1850 | Alexander Tilloch Galt | Indépendant       |
|                     | 1850 - 1851 | John Sewell Sanborn    | Libéral           |
|                     | 1851 - 1854 | John Sewell Sanborn    | Réformiste        |
| Richmond-Wolfe      |             |                        |                   |
|                     | 1854 - 1858 | William Locker Felton  | Conservateur      |
|                     | 1858 - 1861 | William Hoste Webb     | Conservateur      |
|                     | 1861 - 1863 | Charles de Cazes       | Indépendant       |
|                     | 1863 - 1867 | William Hoste Webb     | Conservateur      |